# Kellia leucedra
Kellia leucedra is een tweekleppigensoort uit de familie van de Kelliidae. De wetenschappelijke naam van de soort is voor het eerst geldig gepubliceerd in 1907 door Melvill & Standen.